# Ziggy Stardust - The Motion Picture
Ziggy Stardust - The Motion Picture är ett livealbum av David Bowie inspelat i London på Hammersmith Odeon den 3 juli 1973. Konserten och albumet var det sista som David Bowie gjorde som sitt alter ego Ziggy Stardust. Albumet släpptes i England den 31 oktober 1983. Konserten filmades också och filmen släpptes 1983.
Från albumet släpptes singeln "White Light/White Heat", en The Velvet Underground-cover.

## Låtlista
Låtar där inget annat anges är skrivna av David Bowie.
1. "Hang on to Yourself" - 2.55
2. "Ziggy Stardust" - 3.09
3. "Watch That Man" - 4.10
4. "Wild Eyed Boy From Freecloud" - 3.17
5. "All the Young Dudes/Oh! You Pretty Things" - 3.18
6. "Moonage Daydream" - 6.17
7. "Space Oddity" - 4.49
8. "My Death" (Jacques Brel, Mort Shuman) - 5.45
9. "Cracked Actor" - 2.52
10. "Time" - 5.12
11. "The Width of a Circle" - 9.35
12. "Changes" - 3.35
13. "Let's Spend the Night Together" (Mick Jagger, Keith Richards) - 3.09
14. "Suffragette City" - 3.02
15. "White Light/White Heat" (Lou Reed) - 4.06
16. "Rock 'n' Roll Suicide" - 4.20

## Nyutgåvor
Albumet har släppts i två nyutgåvor på CD. Den första 1992 av Rykodisc och den andra av EMI 2003. 2003 års nyutgåva släpptes som 30th Anniversary 2CD Special Edition och innehöll extramaterial i form av introduktion, mellanprat och den kompletta versionen av "The Width of a Circle". "Changes" blev dessutom placerat i korrekt låtordning, efter "Moonage Daydream".

### Låtlista för 2003 års nyutgåva
Låtar där inget annat anges är skrivna av David Bowie.
1. Intro (Ludwig van Beethoven, Wendy Carlos) - 1.06
2. "Hang on to Yourself" - 2.55
3. "Ziggy Stardust" - 3.19
4. "Watch That Man" - 4.14
5. "Wild Eyed Boy From Freecloud" - 3.15
6. "All the Young Dudes" - 1.38
7. "Oh! You Pretty Things" - 1.46
8. "Moonage Daydream" - 6.25
9. "Changes" - 3.36
10. "Space Oddity" - 5.05
11. "My Death" (Jacques Brel, Mort Shuman) - 7.23
12. Intro (Gioacchino Rossini) - 1.02
13. "Cracked Actor" - 3.03
14. "Time" - 5.31
15. "The Width of a Circle" - 15.45
16. "Let's Spend the Night Together" (Mick Jagger, Keith Richards) - 3.02
17. "Suffragette City" – 4.32
18. "White Light/White Heat" (Lou Reed) - 4.01
19. Farewell speech - 0.39
20. "Rock 'n' Roll Suicide" - 5.19

## Medverkande musiker
- David Bowie – Sång, gitarr, munspel
- Mick Ronson – Gitarr, sång
- Trevor Bolder – Bas
- Mick Woodmansey – Trummor
- Ken Fordham – Saxofon, flöjt
- Brian Wilshaw – Saxofon, flöjt
- Geoffrey McCormack – Trummor, kör
- John Hutchinson – Gitarr
- Mike Garson – Piano, orgel